# 汪惇
汪惇（1472年—？），字叔厚，浙江紹興府餘姚縣人，民籍，明朝政治人物。

## 生平
弘治十一年（1498年）戊午科浙江鄉試第七十二名舉人。正德六年（1511年）中式辛未科會試第五十四名，登第二甲第五十四名進士。授太仓州知州。

## 家族
曾祖汪夢麟；祖父汪彥昇；父汪瑚，曾任義官。母黃氏。永感下。兄口，县丞；憛；惚，倉副使；弟博，訓術；汪克章，刑部主事；克定；克相；克思。